# A Lady Surrenders
A Lady Surrenders is een Amerikaanse dramafilm uit 1930 onder regie van John M. Stahl. Destijds werd de film in Nederland uitgebracht onder de titel Huwelijksvalstrik.

## Verhaal
Winthrop en Isabel Beauvel hebben een echtelijke ruzie. Isabel vertrekt boos op een scheepsreis. Winthrop denkt dat ze niet meer terug zal keren. Hoewel hij nog steeds van Isabel houdt, regelt hij de scheiding. Hij neemt ook een huishoudster in dienst en wordt langzaamaan verliefd op haar. Dan keert Isabel terug.

## Rolverdeling
| Acteur            | Personage          |
| ----------------- | ------------------ |
| Conrad Nagel      | Winthrop Beauvel   |
| Rose Hobart       | Isabel Beauvel     |
| Genevieve Tobin   | Mary               |
| Basil Rathbone    | Carl Vandry        |
| Edgar Norton      | Butler             |
| Carmel Myers      | Sonia              |
| Franklin Pangborn | Lawton             |
| Vivien Oakland    | Mevrouw Lynchfield |
| Grace Cunard      | Meid               |
| Virginia Hammond  | Vrouw              |